# Binarea rufipes
Binarea rufipes är en stekelart som beskrevs av Per Abraham Roman 1924. Binarea rufipes ingår i släktet Binarea och familjen bracksteklar. Inga underarter finns listade.